# Центральний Ачех (регентство)
Регентство Центральний Ачех (індонез. Kabupaten Aceh Tengah) є регентством в спеціальному регіоні Ачех в Індонезії. Він розташований на острові Суматра. Раніше це регентство охоплювало набагато більшу територію; у 1969 році регентство Південно-Східного Ачеха було відокремлено від регентства Центрального Ачеха, а в 2003 році регентство Бенер Мерія було відокремлено від регентства Центрального Ачеха, що залишилося. Решта регентства займає площу 4454,04 квадратних кілометрів і має населення 175 527 згідно з переписом 2010 року, яке зросло до 215 576 за переписом 2020 року. Більшість його жителів - Гайо. Центральний Ачех відомий своїм озером Лаут Тавар. Його столиця - Такенгон, в окрузі Лут Тавар.
Залишкове регентство є головним центром виробництва кави в провінції Ачех і є домом для людей Гайо, які переважно зосереджені в цьому регентстві та в сусідніх регентствах Бенер-Мерія та Гайо Луес.

## Географія
Регентство межує з регентством Піді, регентством Біруен і регентством Бенер Меріа на півночі, регентством Східний Ачех на сході, регентством Гайо Луес на півдні та регентством Західний Ачех, Піді та Наган Рая на заході.
Центральний округ Ачех - це високогір'я на висоті 200-2600 метрів над рівнем моря з площею 4454,50 км2.

## Адміністративні райони
Регентство адміністративно поділено на чотирнадцять округів (качематани), наведені нижче в таблиці з їхніми площами та населенням за даними перепису 2010 року та перепису 2020 року. Таблиця також містить розташування районних адміністративних центрів і кількість сіл (сільських деса та міських келураган ) у кожному районі.
| Назва          | Площа (в км2) | Населення Перепис 2010 року | Населення Перепис 2020 | Адмін центр      | Кількість сіл |
| -------------- | ------------- | --------------------------- | ---------------------- | ---------------- | ------------- |
| Лінге          | 1766,24       | 8,757                       | 11,201                 | Ісак             | 26            |
| Ату Лінтанг    | 146,27        | 5,803                       | 6,989                  | Мера Меге        | 11            |
| Джагонг Джегет | 188,25        | 8,871                       | 10,352                 | Джегет Аю        | 10            |
| Бінтанг        | 578,26        | 8,504                       | 10,773                 | Бінтанг          | 24            |
| Лют Тавар      | 83.10         | 17 960                      | 19 664                 | Такенгон Тимур   | 18            |
| Кебаякан       | 48.18         | 14 041                      | 17 900                 | Кебаякан         | 20            |
| Пегазування    | 169,83        | 17 640                      | 22,733                 | Сімпанг Келапінг | 31            |
| Bies           | 12.32         | 6,414                       | 8,162                  | Атанг Юнгкет     | 12            |
| Бебесен        | 28.96         | 34,342                      | 41 010                 | Кемілі           | 28            |
| Куте Пананг    | 20.95         | 6,815                       | 8400                   | Ратавалі         | 24            |
| Силіх Нара     | 75.04         | 20 542                      | 24 581                 | Angkup           | 33            |
| Кетоі          | 611,47        | 11,342                      | 14 928                 | Rejewali         | 25            |
| Челала         | 125,86        | 8,367                       | 10,297                 | Бераванг Гадінг  | 17            |
| Русип Антара   | 599,31        | 6,129                       | 8,586                  | Пантан Тенга     | 16            |
| Підсумки       | 4454,04       | 175,527                     | 215,576                | Такенгон         | 295           |